# Lecania rabenhorstii
Lecania rabenhorstii är en lavart som först beskrevs av Hepp, och fick sitt nu gällande namn av Johann Franz Xaver Arnold. Lecania rabenhorstii ingår i släktet Lecania och familjen Ramalinaceae.  Arten är reproducerande i Sverige. Inga underarter finns listade i Catalogue of Life.